# 赵伟之
赵伟之（1924年1月—2011年5月22日），山东海阳人，中华人民共和国政治人物，中国民主同盟盟员，九三学社社员，第六届全国政协委员，第七、八、九届全国政协常委，曾任九三学社中央委员会秘书长、副主席。